# وولفرام كلاين
وولفرام كلاين (بالألمانية: Wolfram Klein)‏ (8 سبتمبر 1968 بنتيتال في ألمانيا - ) هو لاعب كرة قدم ألماني في مركز الهجوم. لعب مع ألمانيا آخن وروت فايس إيسن وفورتونا دوسلدورف ونادي فوبرتال الرياضي و وSV 19 Straelen ‏.

## وصلات خارجية
- وولفرام كلاين على موقع قاعدة بيانات كرة القدم.إي يو (الإنجليزية)
- وولفرام كلاين على موقع بيانات كرة القدم. دي إي (الألمانية)
- وولفرام كلاين على موقع عالم كرة القدم.نت (الإنجليزية)